# 卡罗琳·霍华德夫人
《卡罗琳·霍华德夫人》（英語：Lady Caroline Howard）是约书亚·雷诺兹的一幅人物肖像油画。

## 历史
卡罗琳夫人是第五代卡莱尔伯爵弗雷德里克·霍华德和玛格丽特·卡罗琳·霍华德的女儿。据她父亲说，她是个活泼的孩子，雷诺兹爲他畫這幅畫时，她只有七岁。
1779 年，该肖像畫受伯爵委托，于皇家艺术学院展出，隨後被掛在霍华德城堡。1926年2月初，该画被第九代卡莱尔伯爵杰弗里·霍华德(Geoffrey Howard)出售给杜芬兄弟公司(Duveen Brothers, Inc.)。同月3日，美国收藏家安德鲁·梅隆购买了该画。1934年12月，梅隆签署协议将此画赠送给匹兹堡的慈善机构。1937 年，美國国家美术馆获赠该画。

## 描述
雷诺兹是“莊重風格”的主要推行者。基於此，卡罗琳夫人从瓮中摘下的玫瑰可能暗示着贞洁、美和爱，即维纳斯和美惠三女神的属性，雷诺兹以此来暗示卡罗琳夫人应该追求的理想。 國家美術館這樣描述道：“雷诺兹抓住了卡罗琳夫人的一些复杂的細節，她那张严肃且迷人的脸、专注的表情、她的凝视，以及她紧张得紧闭的左手......这幅画用厚厚的、不透明的图层整體流畅地完成，背景是薄薄的半透明釉”。